# Iset (con gái Amenhotep III)
Iset (tiếng Ai Cập: ꜣst) là một công chúa Ai Cập cổ đại sống vào thời kỳ Vương triều thứ 18. Tên của bà được đặt theo nữ thần Isis.

## Thân thế
Iset là một trong số những người con gái được biết đến rõ ràng của Pharaon Amenhotep III và vương hậu Tiye. Bà có khả năng là con gái thứ hai, đứng sau Sitamun.
Iset, cùng với người em Henuttaneb, được biết đến qua phù điêu trên một ngôi đền ở Soleb, và cả hai cũng được nhắc đến trên một phiến đá carnelian (hiện lưu giữ tại Viện bảo tàng Mỹ thuật Metropolitan). Tên của cả hai chị em đều được đóng khung cartouche, một đặc quyền chỉ dành cho vua và hậu.
Như người chị cả Sitamun, Iset cũng được phong làm Vương hậu Chánh cung của chính cha mình, Amenhotep III. Sitamun được phong hậu vào năm thứ 30 của vua cha, còn Iset thì không rõ. Danh hiệu này xuất hiện trên một bức tượng nhỏ của Iset (nằm trong bộ sưu tập của George Ortiz), trên đó có khắc dòng chữ "người tổ chức lại lễ Sed". Amenhotep III tổ chức lễ Sed lần đầu vào năm thứ 30, sau đó là năm thứ 34 và 37. Vì vậy, Iset có lẽ được phong hậu sớm nhất là vào năm thứ 34 của Amenhotep.
Sitamun và Iset đều được phong hậu vào thời điểm Amenhotep tổ chức lễ Sed, nên có lẽ hai cuộc "hôn nhân" này mang hơi hướng thần thánh hóa hơn là vì mục đích dục vọng, vì các Pharaon luôn coi mình là hiện thân của thần Amun.
Trên bức tượng lớn từ Medinet Habu hiện đang được lưu giữ tại Bảo tàng Ai Cập (số hiệu JE33906), Amenhotep III và Tiye cùng xuất hiện với ba người con gái, hai trong số đó là Henuttaneb và Nebetah. Bức tượng người con gái còn lại ở bên trái Tiye đã bị hư hỏng và mất tên, có khả năng là Iset.
Sau khi Amenhotep III băng hà, Iset cũng không còn được nhắc đến kể từ đó.